# Верхи з Банґора
Верхи з Банґора (англ. Riding Down from Bangor) — есе англійського письменника Джорджа Орвелла, опубліковане у 1946 році. У ньому він розмірковує про американську дитячу літературу 19-го століття та тип суспільства, який вона зображувала.

## Передумови
Приводом для написання статті стала поява нового видання роману "Діти Єлени" американського письменника Джона Габбертона. Роман, вперше опублікований у 1876 році, мав підзаголовок: "Діти Єлени з деяким описом їхніх шляхів... безневинні, хитрі, ангельські, нечисті, відьомські та огидні за свідченням їхньої останньої жертви", а його дія відбувалася в Нью-Йорку.
Стаття з'явилася в "Tribune" 22 листопада 1946 року.

## Короткий зміст
Поява "Дітей Єлени" наштовхує Орвелла на роздуми про те, яке враження на світ справляють книжки, прочитані в дитинстві. Його враження від Америки зводилися до босоногого хлопчика у шкільному класі, який прагне стати президентом, і високого чоловіка, який спирається на дерев'яний тин і робить випадкові спостереження. Ці уявлення були почерпнуті з таких книг, як "Том Сойєр", "Ребекка з ферми Саннібрук", "Що зробила Кеті" та "Маленькі жінки". Потім він згадує пісню "Riding down from Bangor", засновану на залізничній подорожі з Бангора, штат Мен.
Орвелл визначає ці твори як такі, що мають "солодку невинність" і "слабку вульгарність мови". Хоча він визнає грубий і анархічний елемент у багатьох американських творах, він зазначає, що романи, дія яких відбувається на Східному узбережжі, описують дуже спокійне і манірне суспільство, яке керується етикетом. Персонажі можуть здаватися смішними, але вони мають гідну захоплення цілісність і бездумну побожність. Орвелл шкодує, що сучасний американський матеріал, такий як "Супермен" та інші комікси, більше не підходить для дітей.
Бачачи Америку ХІХ століття як "багату порожню країну" з невеликою кількістю соціальних проблем і можливістю для всіх, хто багато працює, Орвелл робить висновок, що "цивілізація Америки ХІХ століття була капіталістичною цивілізацією в її найкращих проявах".